# História da Sardenha

Bandeira da Região Autônoma da Sardenha

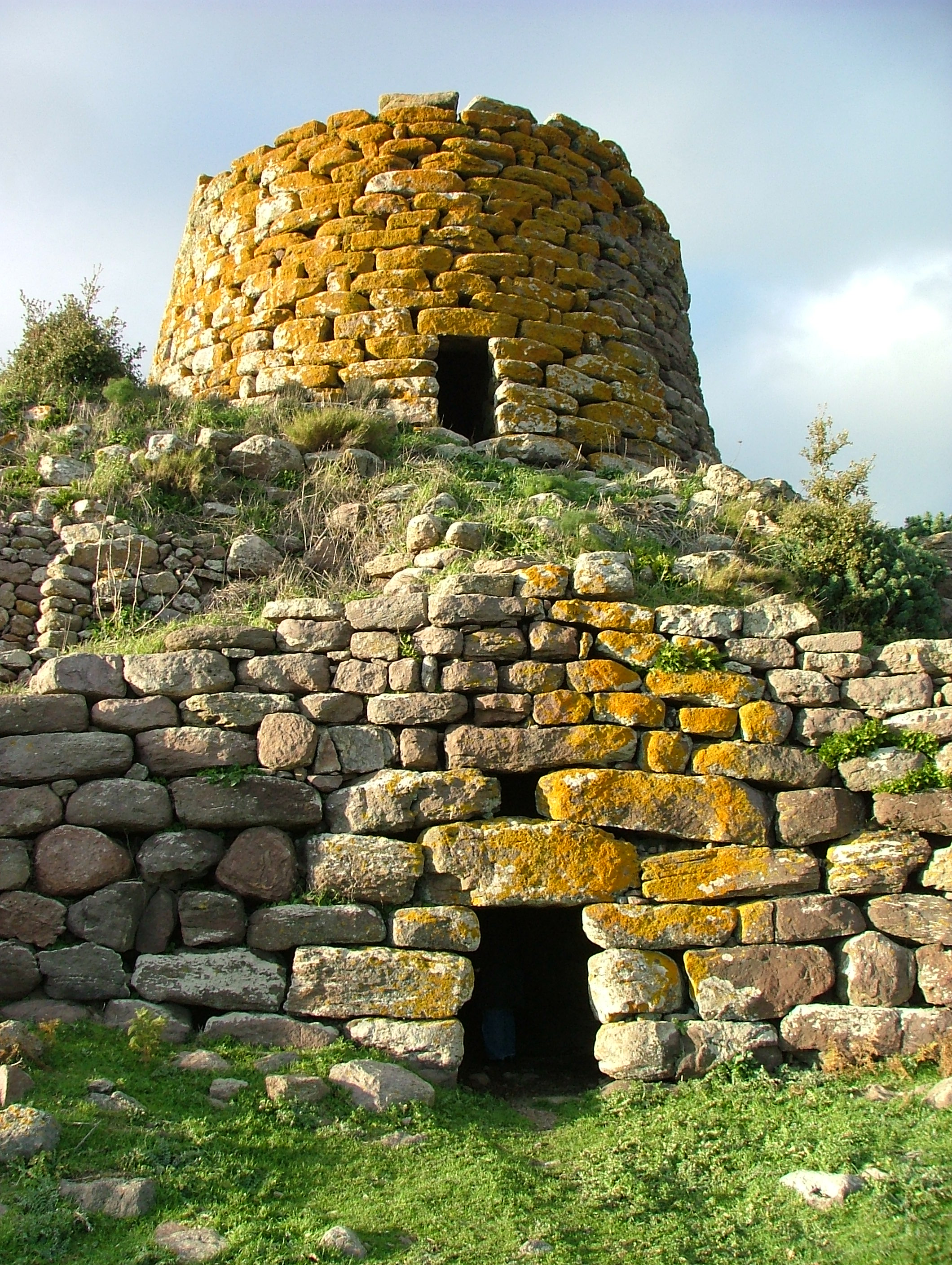
Nurago Orolo, na comuna de Bortigali, província de Nuoro

A Sardenha é uma ilha do mar Mediterrâneo ocidental situada a oeste da península Itálica e ao sul da Córsega com uma área de 24 090 km².
O início da história da Sardenha remonta ao Paleolítico Inferior. Em 1979, foram encontrados vestígios humanos datados de 150 000 a.C. e os sinais de presença humana  mais antigos são de há 500 000 anos. No entanto, supõe-se que o povoamento só ocorreu de forma estável no Neolítico inferior, cerca de 6 000 a.C..
A ilha foi sucessivamente povoada por fenícios, cartagineses, romanos, árabes, bizantinos, espanhóis (catalães), saboianos e italianos. Foi chamada de Ichnusa pelos fenícios e Sandálio pelos gregos, porque a sua forma lembra uma pegada.

## Pré-história

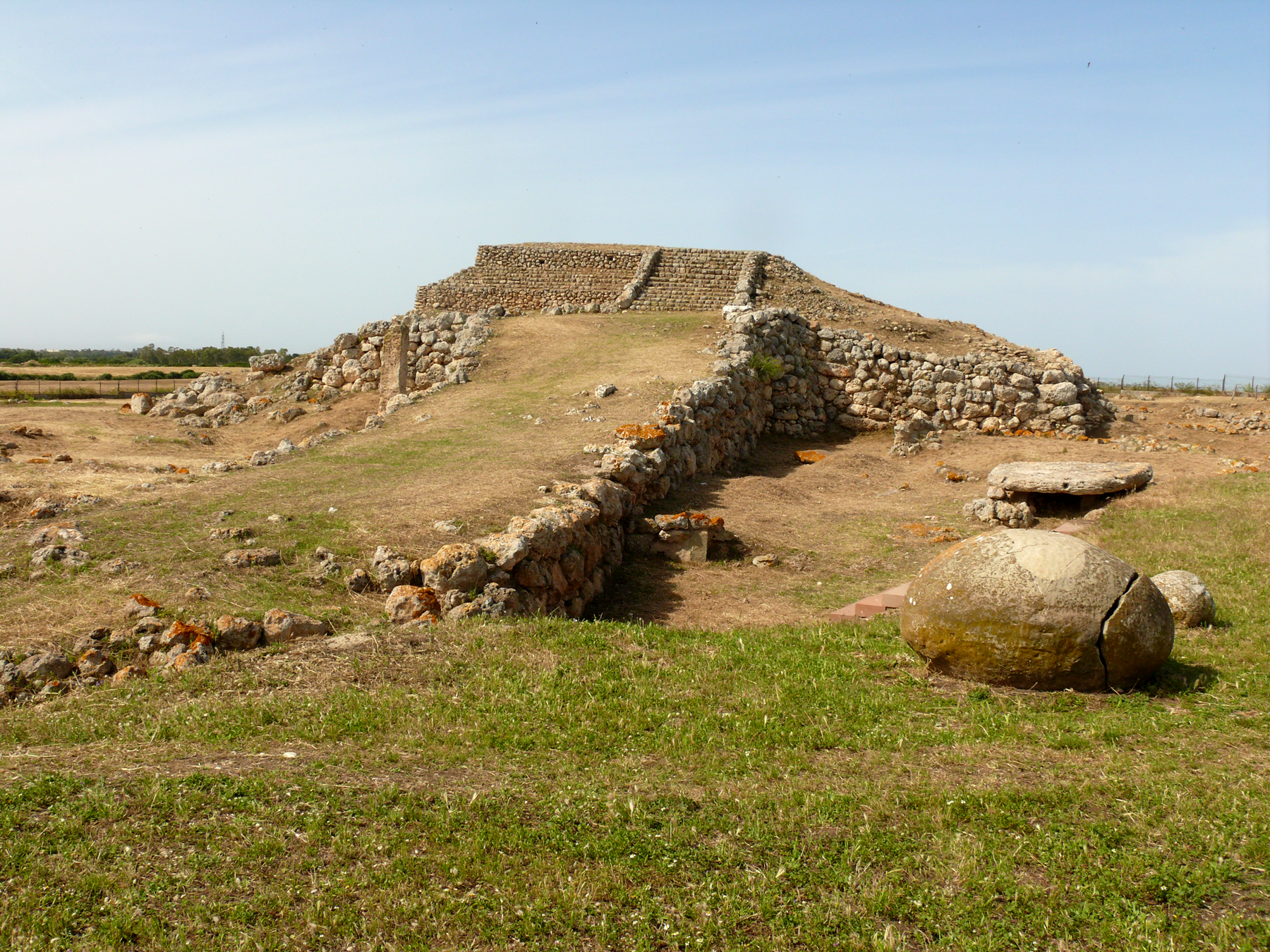
Altar pré-nurágico no Monte D'Accoddi, na região de Sassari

### Primórdios
Embora haja vestígios de presença humana que datam do Paleolítico, os assentamentos permanentes mais antigos só apareceram muito mais tarde, no Neolítico, aproximadamente em 6 000 a.C.
As primeiras populações a estabelecerem-se no norte da Sardenha provavelmente vieram da península itálica através da Córsega, particularmente da Etruria (atualmente Toscânia), enquanto que as que ocuparam a região central da ilha à volta dos lagos salgados de Cabras e Santa Giusta devem ter vindo da Península Ibérica através das Ilhas Baleares. As comunidades do golfo de Cálhari parecerem ter várias origens.

### Culturas primitivas (4 000-1 600 a.C.)
A primeira civilização com caraterísticas bem definidas e autóctones foi a civilização dita de Bonuighinu, que surgiu no IV milénio a.C., constituída por populações agrupadas em aldeias dispersas pelo território da ilha, que praticavam agricultura. Os restos de artefactos de cerâmica e obsidiana permitem concluir que essa civilização mantinha contactos estreitos com a vizinha Córsega e o que é hoje a França e a Itália. Desde cedo os habitantes da Sardenha comercializavam obsidiana, uma pedra usada na produção de ferramentas toscas, e este comércio revelou alguns contactos entres os sardos e a maior parte dos povos mediterrânicos.

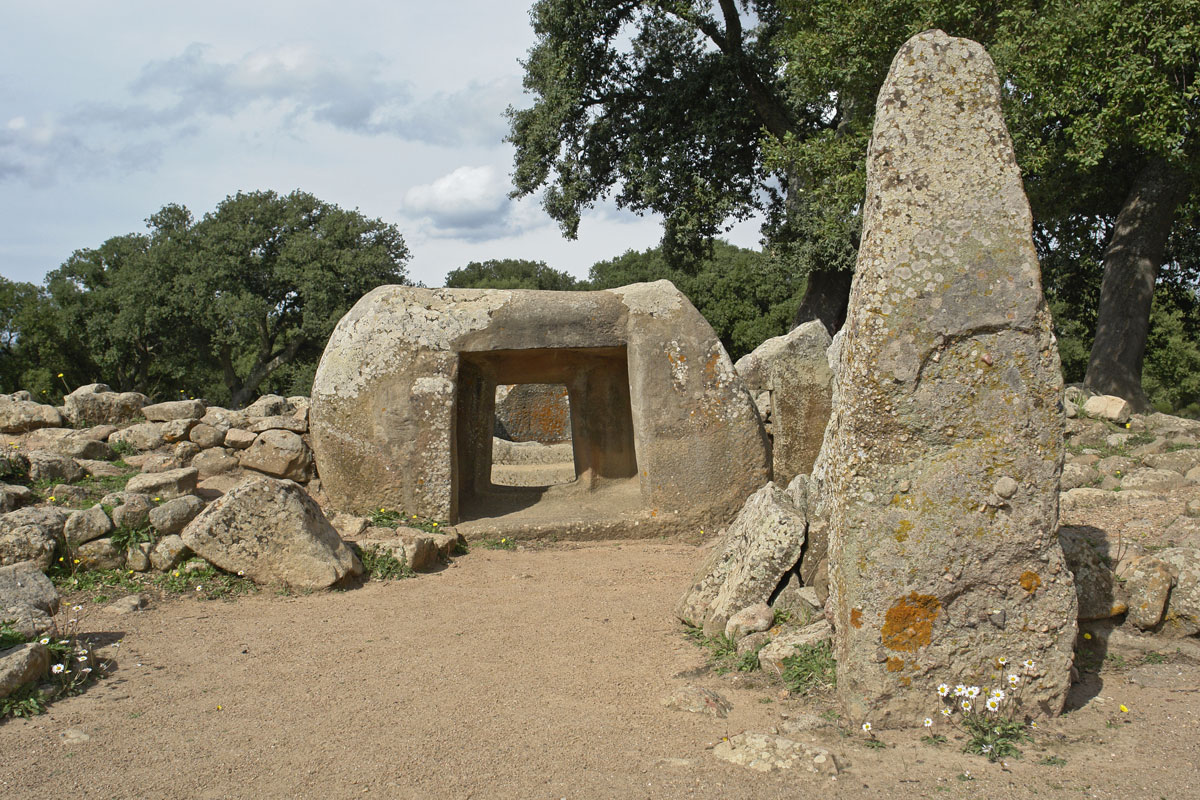
Megálitos em Pranu Muttedu, perto de Goni, na província de Cálhari

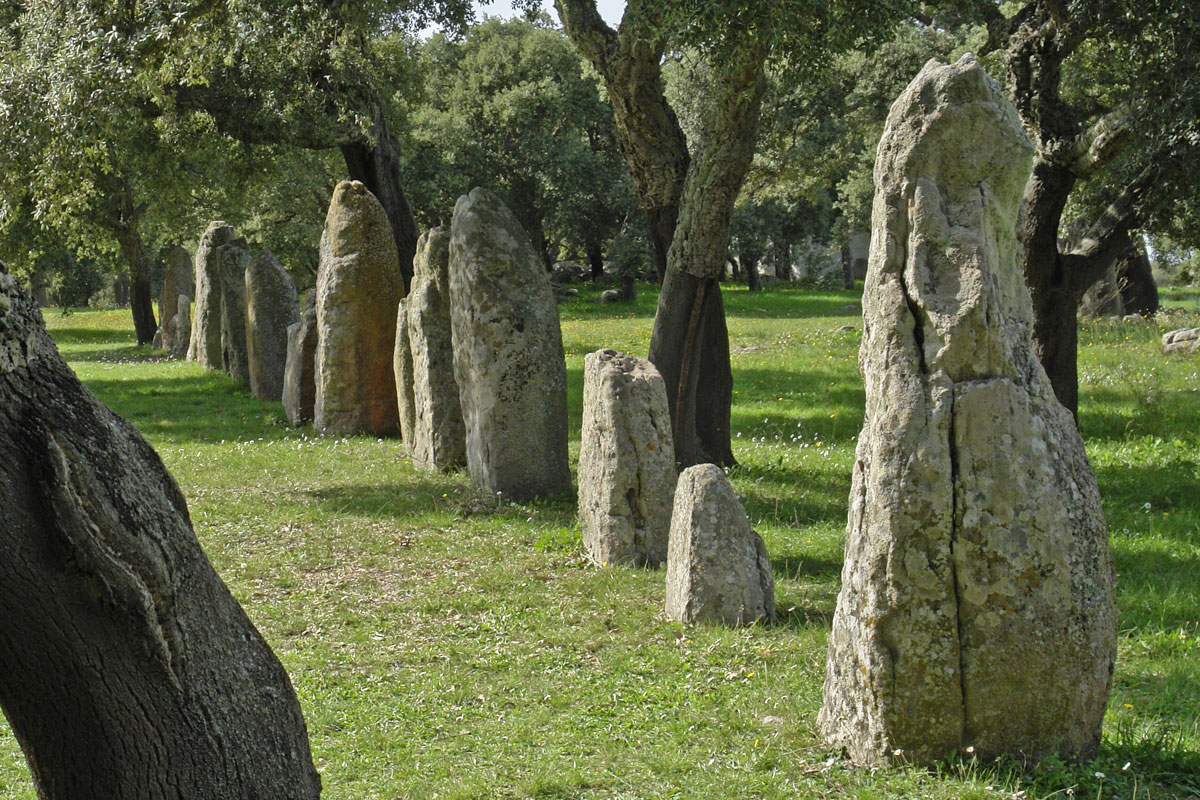
Menires em Pranu Muttedu, perto de Goni, na província de Cálhari

À civilização de Bonuighinu segue-se a mais célebre cultura nurágica, que se inicia na Idade do Bronze antiga, cerca de 1 500 a.C., que declina progressivamente no fim da Idade do Ferro, cerca de 500 a.C., desaparecendo completamente com a ocupação romana.
Supõe-se que a misteriosa população shardana chegou à Sardenha, vinda do Mediterrâneo oriental, por volta do século XX a.C.. Pouco se sabe sobre esta gente, cujo nome (que provavelmente significa Gentes do Mar) foi encontrado numas inscrições egípcias e as hipóteses mais aceites são baseadas em estudos linguístico, segundo as quais este povo partiu de Sárdis, na Lídia, e atingiu o Mar Tirreno, estabelecendo relações com sardos e etruscos.
Existem outras construção típicas de épocas pré-nurágicas e intermédias: os domus de janas (tradução: casas de fadas) escavadas em granito, que eram usadas para inumar os mortes, os túmulos de gigantes, de dimensões ciclópicas e muito frequentes no interior da ilha, e monumentos megalíticos, nomeadamente menires.
Há vestígios de comércio com o Egeu a partir de 1 600 a.C.; por exemplo, foram descobertas peças cerâmicas procedentes de Cidónia, em Creta. Com o passar do tempo, os diferentes povos da Sardenha parecem ter unificado a língua e costumes, embora tenham permanecido divididos politicamente como vários pequenos grupos tribais, ora em paz uns com os outros, ora em guerra. As habitações consistiam em casas circulares de pedra com telhados de colmo, semelhantes às dos pastores dos dias de hoje.
O nome da cultura nurágica provém da sua arquitetura mais típica: os nuragues (chamados localmente nuraghes no norte e nuraxis no sul), torres defensivas em forma de tronco cónico construídas com grandes blocos de pedra talhada e trabalhada, as quais ganham formas mais articuladas e complexas aquando do período mais resplandecente da civilização, em plena Idade do Ferro.
A partir do século XVI ou XV a.C., as aldeias eram construídas à volta dos nuragues, por vezes com muralhas. Os limites dos territórios tribais eram defendidos por nuragues mais pequenos erigidos em colinas localizadas em locais estratégicos que tinham uma vista privilegiada sobre os territórios vizinhos. Atualmente 7 000 nuragues estão espalhados pela paisagem da ilha.
Segundo alguns estudiosos, a lendária Atlântida poderia ser a Sardenha da época nurágica. O primeiro arqueólogo a defender essa tese foi Paolo Valente Poddighe em 2004.

## Mitologia grega
Na mitologia grega, a Sardenha foi ocupada por várias ondas sucessivas de imigrantes.
Os primeiros marinheiros a chegar à Sardenha foram líbios, liderados por Sardo, filho de Máceris, o Héracles egípcio e líbio. O nome da Sardenha deriva de Sardo. Este grupo não foi bem recebido pelos autóctones, e nenhum dos grupos ainda sabia construir cidades, vivendo em grupos espalhados, em tendas e cavernas.
O segundo grupo foi liderado por Aristeu, filho de Apolo e Cirene. Aristeu mudou-se para a Sardenha por estar triste com o destino de Acteão. Pausânias menciona que alguns autores sugerem que Dédalo estava junto com Aristeu, mas ele não aceita esta teoria baseando-se na cronologia: Aristeu casou-se com uma filha de Cadmo, enquanto que Dédalo foi contemporâneo de Édipo. Estes colonos também não fundaram nenhuma cidade, talvez por serem em pouco número e fracos.
Após Aristeu, os iberos migraram para a Sardenha, sob a liderança de Norax, filho de Hermes e Eriteia, filha de Geriões, e fundaram a cidade de Nora.
O quarto grupo de colonistas foi liderado por Iolau, sobrinho de Héracles, formado por téspios e homens da Ática. Os téspios fundaram Ólbia, enquanto os atenienses fundaram Ogrile, segundo algumas versões, porque um herói chamado Ogrile os liderava. À época de Pausânias havia na Sardenha locais chamados Iolaia, onde Iolau era adorado pelos habitantes.
Um grupo de troianos, que se separou de Eneias, também chegou à Sardenha, e se misturou com os gregos.
Alguns anos mais tarde, outros líbios vieram para a ilha, com um forte exército, e derrotaram os gregos, praticamente os destruindo. Alguns troianos sobreviveram, escapando para os lugares altos, mas, à época de Pausânias, quase toda a população da ilha era descendente destes líbios.

## Fenícios e cartagineses (século IX a.C.)

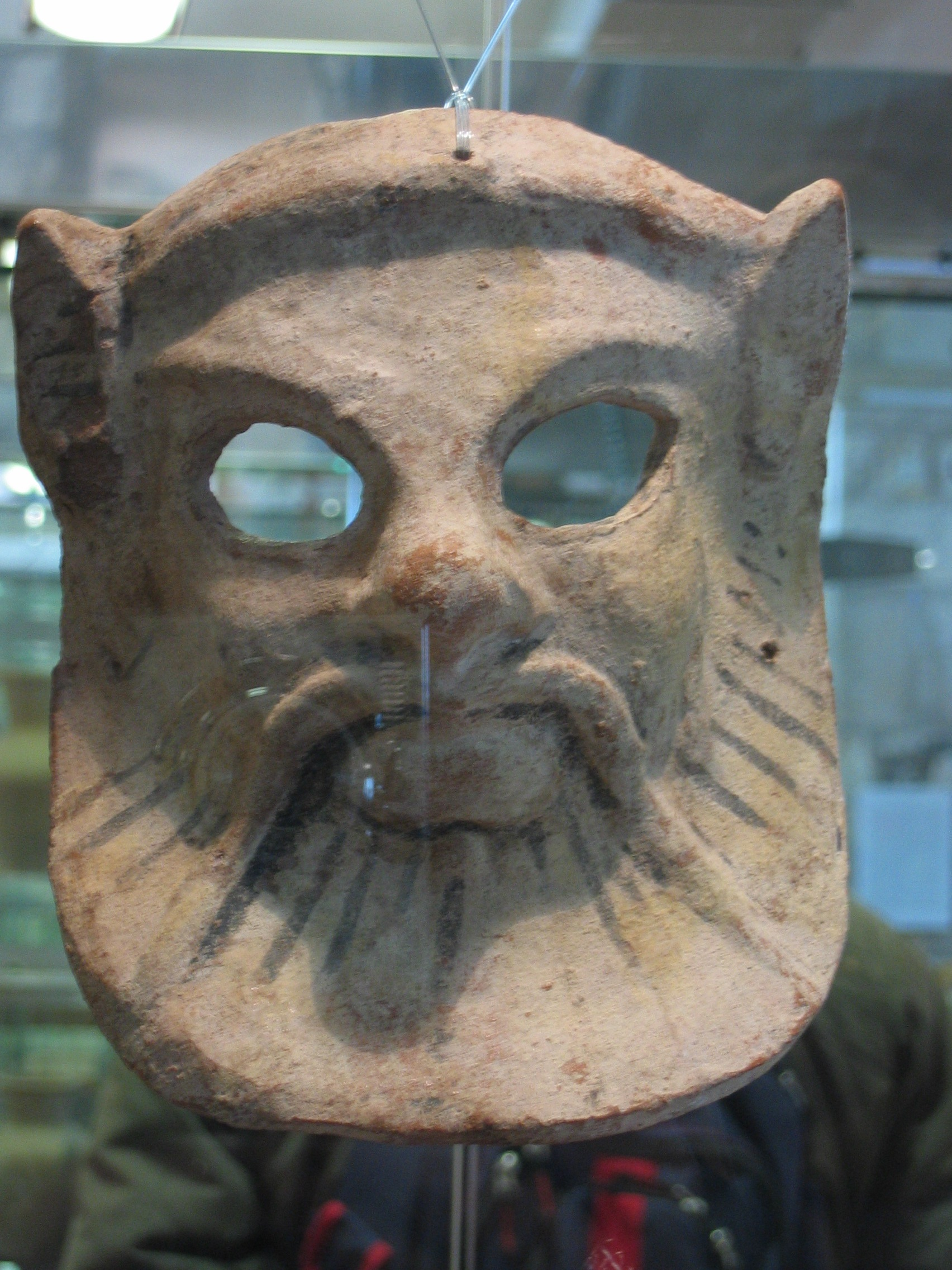
Máscara cartaginesa dita de Sileno encontrada na antiga colónia fenício-cartaginesa de Sulci, na província de Carbonia-Iglesias

Os ricos recursos mineiros da ilha atraíram a atenção e interesse comercial de povos do Mediterrâneo oriental, como os micénios e os cipriotas, mas são os fenícios que, a partir do século IX e VIII a.C. estabelecem várias colónias estáveis em vários portos na costa sarda., que ocupam locais facilmente acessíveis, favoráveis às trocas e comércio.
Os fenícios começaram a visitar a ilha à volta de 1 000 x, cada vez mais frequentemente. É provável que as primeiras visitas fossem motivadas principalmente para apenas passar as noites em locais seguros ou para usarem ancoradouros utilizáveis em quaisquer condições meteorológicas ao longo das suas rotas de comércio entre a costa do que é hoje o Líbano e as costas atlânticas da África e da Europa, que chegavam às ilhas britânicas. Os portos mais usados eram Caralis (a moderna Cálhari), Nora (perto da moderna Pula), Bithia (perto da moderna Domus de Maria), Sulci (na atual província de Carbonia-Iglesias), Tharros (perto da moderna Cabras), Bosa e Ólbia. Estes portos tornar-se-iam colónias fenícias importantes, habitadas por comerciantes fenícios e as suas famílias, que praticavam comércio marítimo e com os locais.
Em 509 a.C., a guerra irrompeu entre os nativos e os fenícios. Estes pediram ajuda à sua ex-colónia de Cartago. Depois de várias campanhas militares, os cartagineses dominaram toda a ilha, incluindo as áreas montanhosas do interior. Segundo alguns a Sardenha foi integrada no império cartaginês em 535 a.C., segundo outros em logo 509 a.C.. O domínio cartaginês duraria quase três séculos. Além das minas, os cartagineses exploraram também a produção de trigo e a madeira — a ilha estava então quase totalmente coberta de florestas.

## Romanos (século III a.C.)

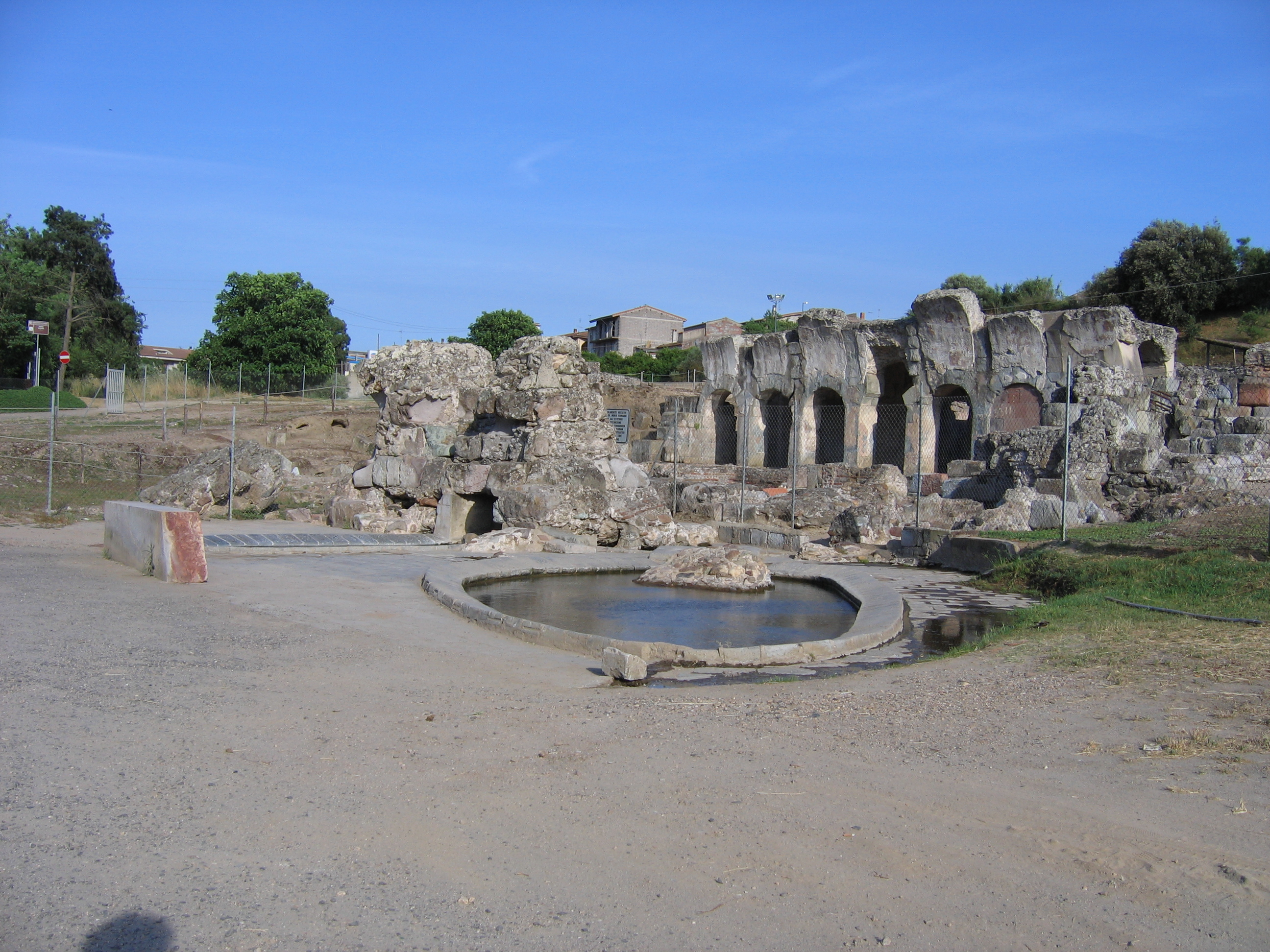
Termas romanas de Fordongianus

Na sequência da Primeira Guerra Púnica, a Sardenha foi ocupada pelos romanos em 239 a.C., passando a fazer parte da entretanto criada província romana da Córsega e Sardenha em 227 a.C. Os romanos prosseguiram o mesmo tipo de exploração económica dos cartagineses e expandiram e embelezaram as cidades costeiras. Fundaram ainda várias colonias, como Túrris Libissonis (atual Porto Torres), Ferônia (atual Posada), as quais foram povoadas por imigrantes romanos.
A fim de afirmar o seu controlo das zonas interiores, nomeadamente da Barbária (atual Barbagia) — cujos habitantes, falantes de uma língua pré-latina, eram considerados especialmente aguerridos e corajosos, mais do que os da costa, — Roma institui uma administração forte e bem organizada, cuja eficácia era assegurada por uma rede de estradas muito ramificada, da qual ainda subsistem alguns troços originais e cujo traçado foi em muitos casos retomado pelas estradas atuais.
A ocupação militar romana marcou o fim definitivo da civilização nurágica. Apesar das diversas campanhas militares conduzidas nas montanhas da Barbaria, o domínio romano do centro da ilha nunca foi sempre mais formal do que efetivo.
A ocupação romana durou 694 anos e só terminou em 476 com a chegada dos vândalos.

## Bizantinos e judicados (século VI)

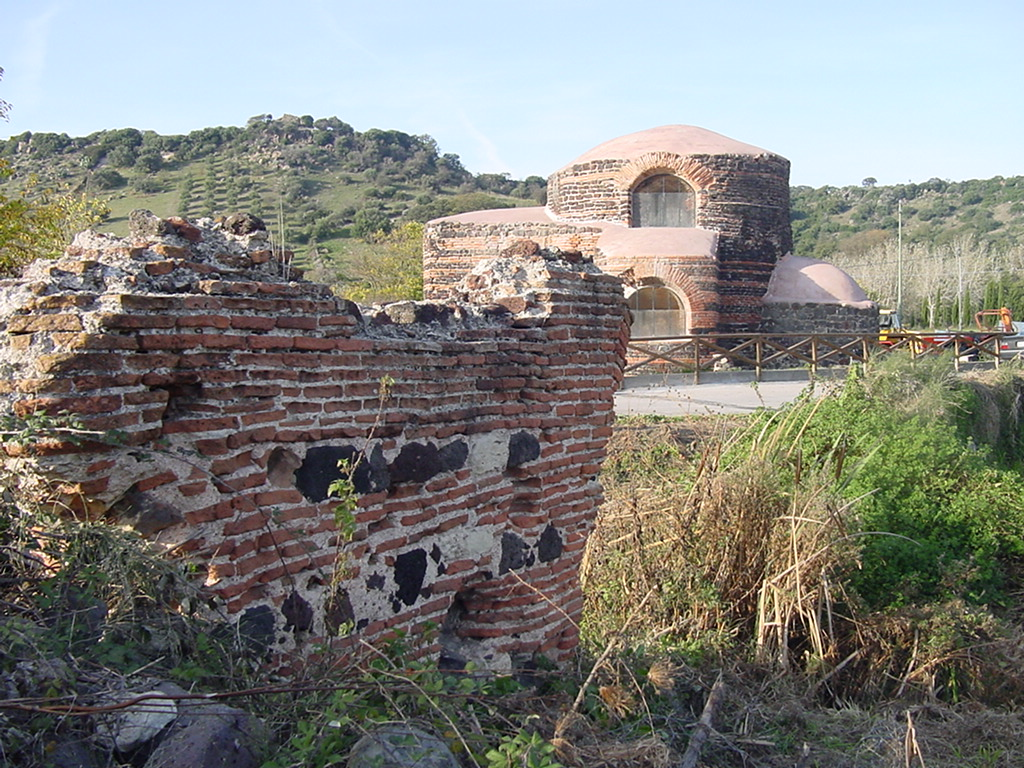
Igreja bizantina de Nossa Senhora e aqueduto romano de Mesumundu, perto de Siligo, província de Sassari

O enfraquecimento do Império Romano atinge a ilha originando o abandono progressivo da agricultura e um forte recuo demográfico. Abandonada à sua sorte e sem defesa, a Sardenha é ocupada e sofre várias razias dos vândalos do norte de África durante 80 anos, entre 460 e 530 (ou 456-534 segundo outros autores). A ilha faz parte do efémero império vândalo até ser conquistada em 530 ou 534 pelas forças do imperador imperador bizantino Justiniano. Sob o domínio bizantino, o representante imperial governava a partir de Caralis, mas a sua autoridade era praticamente nula na região montanhosa da Barbagia, na parte oriental da ilha, onde um reino bárbaro persistiu durante nove séculos.
A partir do século VIII, os árabes e berbereses realizaram várias razias à Sardenha. Especialmente depois da conquista árabe da Sicília em 832, os bizantinos ficaram incapazes de defender efetivamente o seu território mais longínquo, e o governador local assumiu uma autoridade independente. Para melhor defesa, ele dividiu a ilha em quatro judicados: Gallura, Logudoro, Arbórea e Caralis. Em 851, esses territórios já eram quatro monarquias independentes, que por várias vezes, caíram no poder de Génova, Pisa e árabes. Em 1014, uma aliança entre Génova e Pisa derrota o caudilho muçulmano das Baleares Mujaide Alamiri, conhecido como Museto em Itália, que se tinha apoderado de Cálhari.
Com diversos sobressaltos, os judicados sobreviveram até ao fim do século XIII, altura em que passam a ser territórios controlados pelas repúblicas marítimas italianas de Pisa e Génova, à exceção do Judicado de Arbórea, que permanece independente até 1410 e autónomo até 1478, ano em que é definitivamente conquistado pelos catalães do reino de Aragão.

## Aragoneses (século XIV)

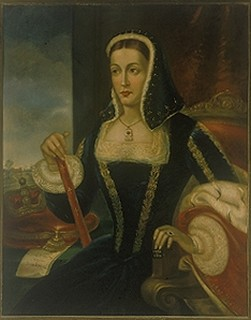
A rainha de Leonor de Arbórea

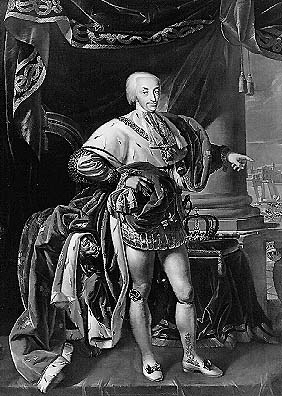
O rei Vítor Emanuel I da Sardenha

A 4 de abril de 1297 é formalmente criado pelo papa Bonifácio VIII o "Regnum Sardiniae et Corsicae" (Reino da Sardenha e Córsega), o qual é concedido como feudos ao Reino de Aragão. Os aragoneses e catalães iniciam em 1323 uma campanha para conquistar efetivamente a Sardenha. O judicado de Arbórea resistiu e, por um tempo, quase governou a totalidade da ilha, mas a sua última governadora, Eleonora d'Arborea, foi derrotada pelos aragoneses e catalães na decisiva Batalha de Sanluri, de 30 de junho de 1409.
Os nativos de Alghero (S'Alighera em sardo, L'Alguer em catalão) foram expulsos e a cidade foi repovoada pelos invasores catalães, cujos descendentes ainda falam catalão.
O Reino de Aragão renunciou à Córsega em 1487, mas manteve o domínio sobre a Sardenha até o princípio do século XVIII.

## Reino da Sardenha (século XVIII)
Entre 1708 e 1718 a ilha esteve na posse do Sacro Império Romano-Germânico, uma situação que confirmada em 1713 pelo Tratado de Utrecht. O Tratado de Londres de 1718 determina a concessão da Sardenha à Casa de Saboia, os governantes do Ducado de Saboia, em troca da Reino da Sicília, passando o duque de Saboia a usar o título de rei da Sardenha a partir de 1720.
O Reino da Sardenha tinha a sua capital em Turim, sendo instalado em Cálhari um vice-reino. O interior da ilha manter-se-ia autónomo até 1847, ano em que é extinto o vice-reino e o governo é centralizado.
A 28 de abril de 1794 estala uma rebelião antifeudal de grandes proporções em Cálhari, a qual só termina em 1796, com a derrota de Giovanni Maria Angioy perto de Oristano.
Em 1799, em consequência das Guerras Napoleónicas, os duques da Saboia deixaram Turim e refugiaram-se em Cálhari durante 15 anos.
Em 1847, os sardos renunciaram espontaneamente à sua autonomia e formaram uma união com o Piemonte, de forma que o reino teve um parlamento e governo comum, com capital em Turim.
Em 1848, estalou a guerra da guerra de independência e unidade italiana, a qual foi liderada pelos rei do Piemonte-Sardenha. O Reino da Sardenha torna-se o Reino de Itália em 1861.

## Reino de Itália e Fascismo (1861-1943)

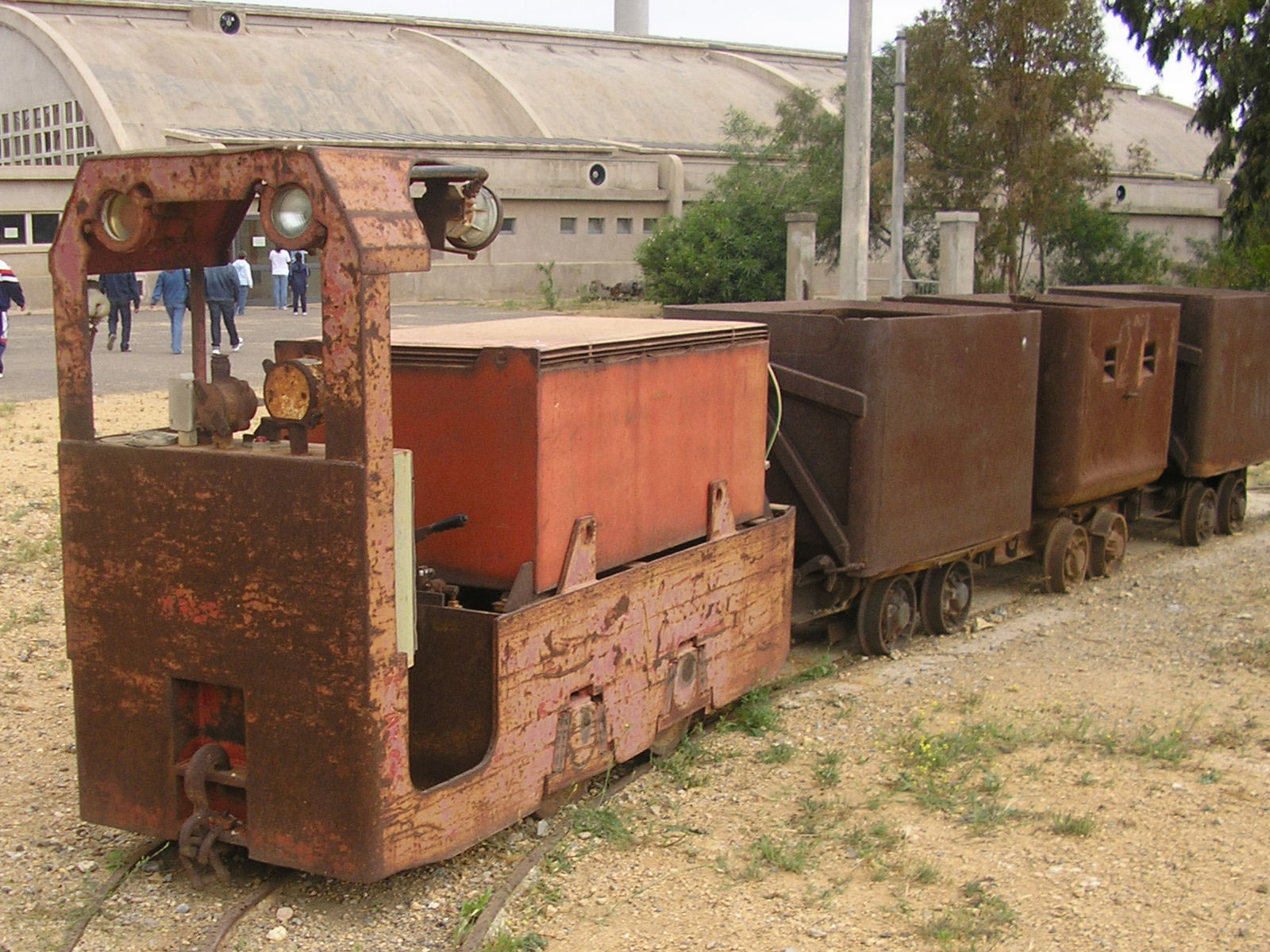
Locomotiva e vagões das minas de carvão de Carbonia

Durante a Primeira Guerra Mundial, os soldados italianos da Brigada Mecanizada Sassari distinguiram-se em combate, tendo vários deles sido condecorados. A brigada foi a primeira e única unidade militar italiana constituída exclusivamente por soldados da Sardenha.
A escritora sarda Grazia Deledda ganhou o Prémio Nobel de Literatura de 1926.
Durante o período fascista, impulsionado pelas políticas de auto-suficiência, diversas áreas alagadas da Sardenha foram convertidas em terrenos agrícolas, tendo sido fundadas diversas comunidades agrícolas. As principais surgiram na área de Oristano, onde se foi fundada a aldeia de Mussolinia (atualmente Arborea), e na região adjacente a Alghero, na zona de Nurra surgiu Fertilia. Ainda durante esse período foi fundada a cidade de Carbonia, que se tornaria o principal centro mineiro. Os trabalhos de secagem de terrenos e a retoma das atividades mineiras favoreceram a chegada de colonos e imigrantes, inicialmente do Vêneto e, depois da Segunda Guerra Mundial, da Ístria e da Dalmácia, territórios perdidos por Itália para a Jugoslávia.
A repressão exercida pelo regime fascista sobre os seus oponentes foi brutal. O sardo Antonio Gramsci, fundador do Partido Comunista Italiano, foi preso e morreu na prisão. Outro sardo, o anarquista Michele Schirru, foi executado após uma tentativa falhada para assassinar Benito Mussolini.

## Pós-guerra até à atualidade

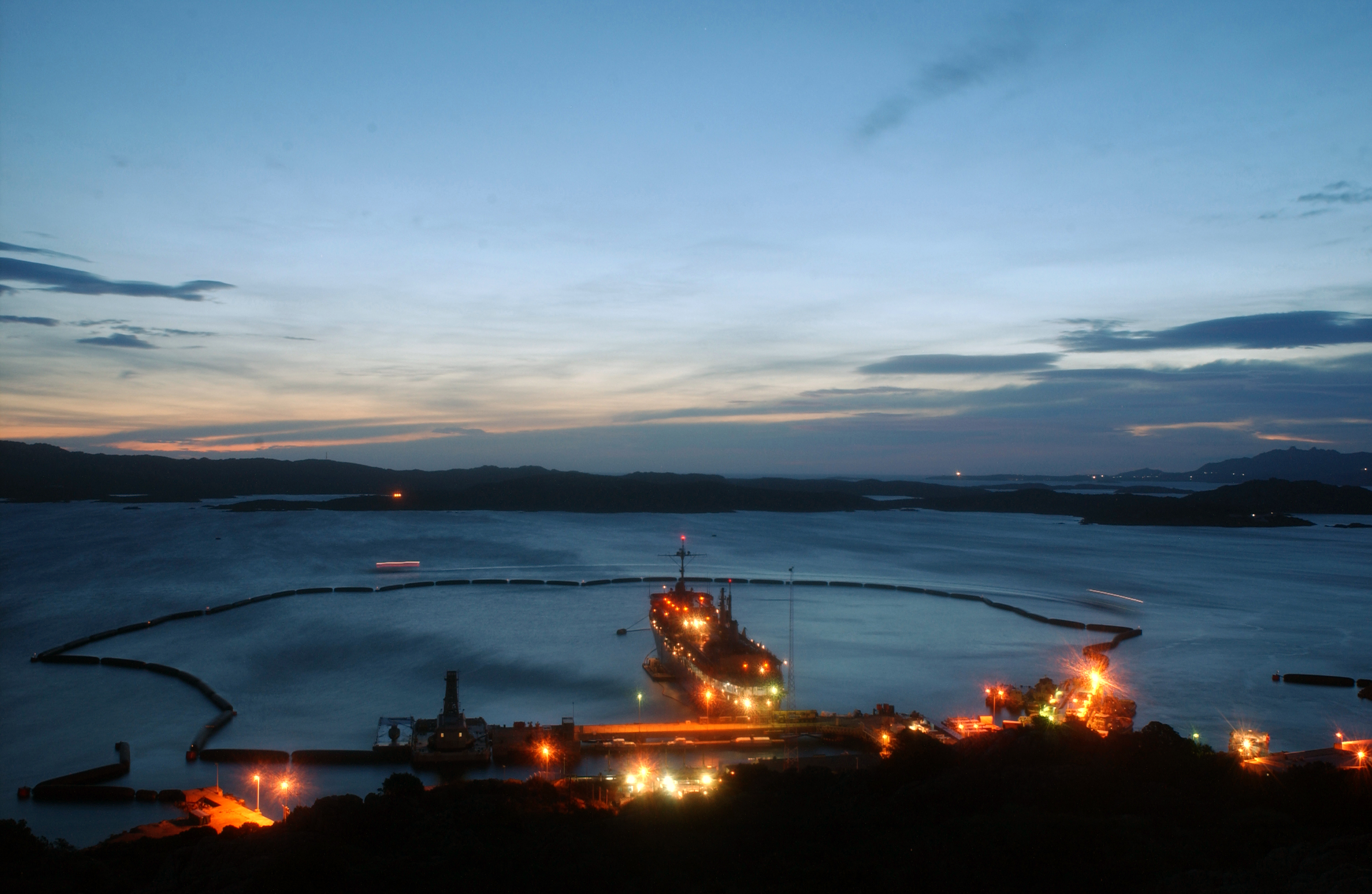
O submarino americano de apoio USS Emory S. Land na antiga base naval da OTAN da ilha de Santo Stefano

A Itália tornou-se uma república após o referendo popular realizado em 1946. A Sardenha foi definida como uma região autônoma em 1948.
Em 1951, a malária foi erradicada com o apoio da Fundação Rockefeller, o que facilitou o início do turismo em larga escala, focado principalmente nas férias de praia e turismo de elite. Em 2008, cerca de 12 milhões de turistas visitaram a ilha, que já há vários anos registava uma média superior a 10 milhões de entradas anuais.
Com o desenvolvimento do turismo, a mineração de carvão perdeu importância. Nos anos 1950 e 1960 verificaram-se altas taxas de emigração. No início da década de 1960, foi feito um grande esforço de industrialização, o chamado Piani di Rinascita (planos de renascimento), tendo sido iniciada a construção de muitas infraestruturas importantes, que incluíram novas barragens e estradas, reflorestação, transformação de áreas pantanosas em terrenos agrícolas e grandes complexos industriais, principalmente refinarias de petróleo e outras unidades industriais petroquímicas. Milhares de ex-agricultores tornaram-se operários industriais. No entanto, a crise petrolífera de 1973 provocou a extinção de milhares de empregos na indústria petroquímica.

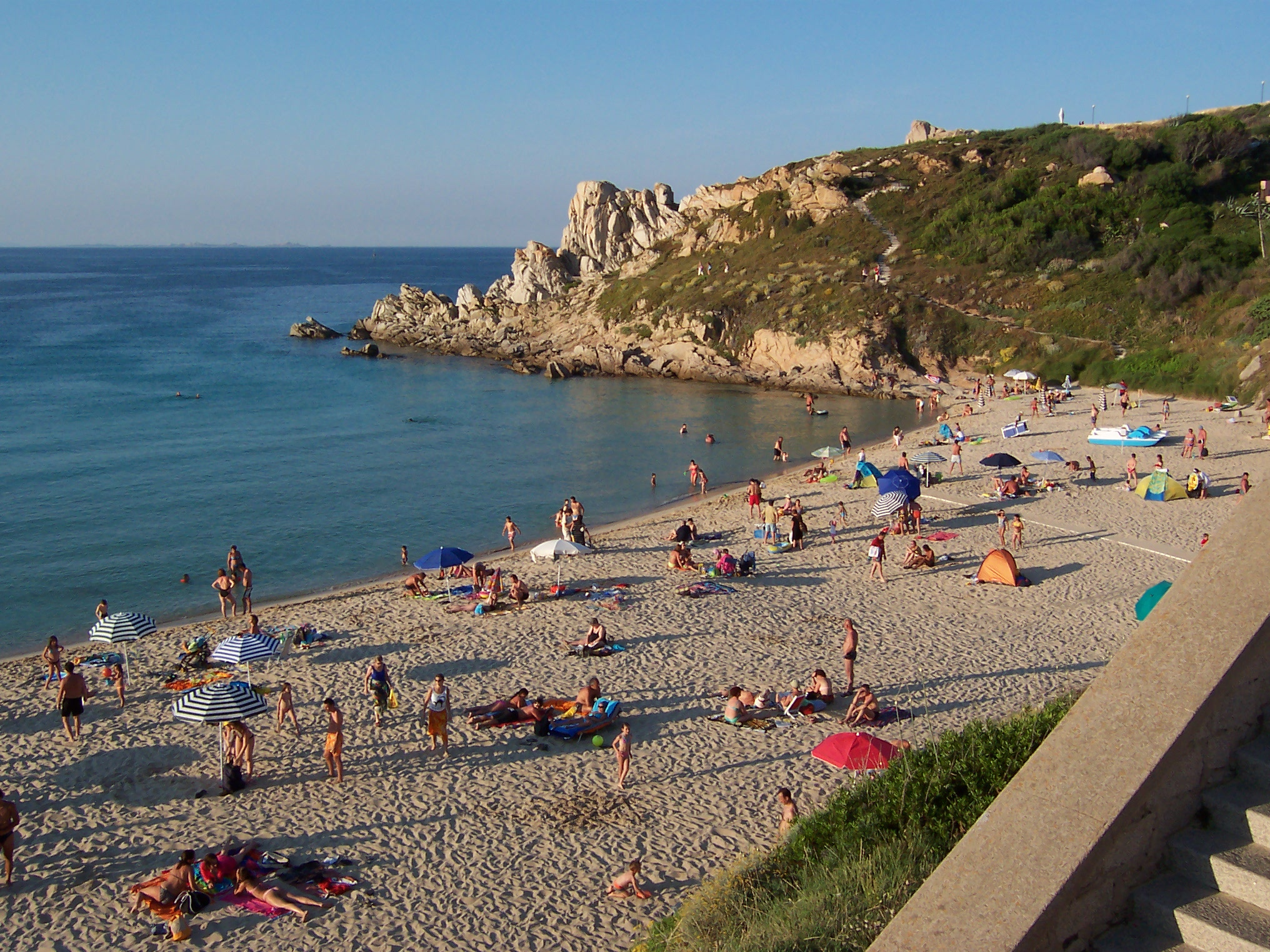
A praia de Rena Bianca, em Santa Teresa Gallura

A crise económica, o desemprego e a militarização da ilha (70% das bases militares italianas estavam localizadas na Sardenha) agravaram a taxa de criminalidade, verificando-se um aumento de sequestros e de corrupção política. Grupos comunistas radicais floresceram, destacando-se entre eles as Brigadas Vermelhas (Brigate Rosse ou Barbagia Rossa), que perpetraram diversas ações terroristas nos anos 1970 e início dos anos 1980.
Em 1983, um militante de um partido autonomista, o Partido Sardo de Ação (em italiano:  Partito Sardo d'Azione), foi eleito presidente do parlamento regional. Na década de 1980, surgiram vários movimentos separatistas, tendo-se alguns deles tornado partidos políticos na década de 1990. Em 2006, um militante de um destes movimentos foi eleito na província de Sassari. Em 1999, o sardo tornou-se língua oficial, a par do italiano.
Atualmente (2010), a Sardenha assume-se como uma região da União Europeia, com uma economia diversificada focada no turismo e no setor terciário. Os esforços económicos dos últimos 20 anos reduziram as desvantagens da insularidade, especialmente nos campos da aviação de baixo custo e a tecnologia da informação avançada. Por exemplo, o CRS4 (Centro di Ricerca, Sviluppo e Studi Superiori in Sardegna, Centro de Investigação, Desenvolvimento e Estudos Superiores na Sardenha), desenvolveu o primeiro website italiano em 1991 o o primeiro sistema de webmail em 1995. O CRS4 potenciou o aparecimento de diversas empresas de telecomunicações e de internet baseadas da ilha, como a Videonline em 1994 e a Tiscali em 1998.
A realização de uma conferência do G8 esteve prevista para a ilha de La Maddalena em julho de 2009. No entanto, em abril de 2009, o primeiro-ministro italiano Silvio Berlusconi decidiu realizá-la em L'Áquila sem consultar o parlamento italiano nem o presidente da Sardenha, apesar dos trabalhos de preparação estarem praticamente concluídos, o que provocou um coro de protestos entre os sardos, que clamaram que o estatuto de autonomia da região tinha sido violado.

## Heráldica

Brasão do Reino de Sardenha

A origem do brasão da Sardenha não está bem definido, mas existem referências históricas de 1281. É notória a sua analogia com o brasão da vizinha Córsega. Há diversos acontecimento históricos que eventualmente podem explicá-lo. O mais antigo é de 1014, a vitória sobre o líder muçulmano Museto (Mujahid al-‘Amiri) — as cabeças de mouros representariam os vencidos, sendo quatro por esse é o número de regiões sardas.
Um outro acontecimento histórico, quiçá mais explicativo ou plausível, é a vitória do rei Pedro I de Aragão sobre quatro reis mouros em 1096, na  na batalha de Alcoraz, perto de Huesca, Espanha. Segundo a lenda, os mouros foram derrotados graças a uma aparição milagrosa de São Jorge. Isso explicaria a cruz vermelha sobre fundo branco, o símbolo de São Jorge. Além disso, algumas representações antigas do brasão apresentam as quatro cabeças com coroas.
O brasão atual foi oficialmente declarado o símbolo da Sardenha em decreto de 5 de julho de 1952. Por razões diplomáticas, uma lei regional de 15 de abril de 1999 substituiu as vendas nos olhos por bandanas nas testas.